# 中国共产主义同盟
中国共产主义同盟是中国历史上的一个托洛茨基主义政党。

## 历史
1931年5月1日至3日，在托洛茨基及国际左翼反对派建议下，无产者社、中国布尔什维克列宁主义反对派、十月社和战斗社等4个中国托派组织在上海召开统一大会，成立中国共产党左派反对派。统一大会用不记名投票的方式选举了托派中央委员会。选举的结果是：无产者社当选3人，为陈独秀、彭述之、郑超麟。中国布尔什维克列宁主义反对派当选2人，为陈亦谋、区芳。十月社当选4人，为王文元、宋逢春、罗汉、濮德治。战斗社没有人当选。大会闭幕后，接着就开第一次执委会。执委会产生了陈独秀、郑超麟、王文元、陈亦谋、宋逢春组成的常委会。又选出陈独秀、彭述之、郑超麟、王文元、宋逢春5人组成党报委员会。最后公推陈独秀为中国共产主义同盟书记兼报委书记。陈亦谋、濮德治负责管组织工作，彭述之、郑超麟负责宣传工作。
无产者社的“四大金刚”之一马玉夫因为没能当选中央执行委员，而到淞沪警备司令部告发。马玉夫知道“统一大会”的地址，又知道郑超麟、何资深的地址，但不知道陈独秀、彭述之的住址，所以这次破获，陈独秀、彭述之得以幸免。这次被逮捕的人：郑超麟和他的妻子刘静贞，何资深和他的妻子张以森，王文元、陈亦谋、宋逢春、濮德治、江常师、楼国华，还有住在“统一大会”的大连路的工人王茨槐全家。这一批人先拘押在巡捕房，经过草率审讯，除刘静贞、张以森和工人王茨槐全家押了几周被释放，其余一概引渡到国民党上海警察局拘押月余，又解到龙华淞沪警备司令部受军法审判，据《危害民国紧急治罪法》判处郑超麟徒刑十五年，何资深十二年，陈亦谋、宋逢春、王文元、江常师、楼国华各六年，濮德治因马玉夫认不得，判了两年半。全案人犯押解在漕河泾监狱执行徒刑。这次破获，托派九个执委被捕了五个，五个常委去掉四个。陈独秀、彭述之、罗汉、区芳虽未被捕，但区芳杳如黄鹤，再无踪影；罗汉也隐姓埋名。陈、彭二人经过半年的努力，才勉强组成一个“临时常委会”，拒绝刘仁静、赵济等参加，认为他们未经大会选举，不合程序。拉罗世璠当临时常委，谢德盘任常委会秘书。濮德治、宋逢春二人先后因病保释出狱参加了常委会、每周开会一次，讨论的问题仍然是“国民会议”和逐步恢复组织。
1932年10月15日，特务黄某唆使从莫斯科中大回国当了特务的盖叔达、费克勤尾随濮德治，侦知托派常委开会的地址，巡捕逮捕了正在开每周例行的常委会的彭述之、濮德治、罗世璠、宋逢春4人连同房主谢德盘（谢少珊）；谢德盘未动刑就招供了，他作为常委秘书，知道陈独秀的住址与托派机关所在。陈独秀因病没有到会，当晚也被捕入狱。故这次破获把托派一网打尽，陈独秀、彭述之、濮德治、宋逢春、罗世璠、彭道之、曾猛、何智琛、王平一、梁有光等全部被逮捕并于10月17日引渡到上海警察局，10月20日晨7点半陈独秀、彭述之解到南京军政部军法司，其余的解苏州监狱。这就是轰动一时的“陈彭案”。蒋介石电令把谢德盘送到正在指挥围剿红军的武汉行营，讯问陈独秀与红军有无关系，谢称没有关系，于是10月23日蒋批示“将全案人犯解法院审理”，10月26日上午10时押解到江宁法院看守所拘押候审。1932年12月31日，陈独秀一案10人（除去王晓春一人查无实据不予起诉外）被国民政府江苏省高等法院检察官朱儁提起公诉。1933年4月26日江苏高等法院依据《危害民国紧急治罪法》判决“陈独秀彭述之共同以文字为叛国之宣传，各处有期徒刑13年，禠夺公权15年，王子平何阿芳帮助以文字为叛国之宣传，各处有期徒刑五年，禠夺公权七年”等。濮德治、罗世璠、曾猛、宋逢春、何智琛各判徒刑五年，彭道之判刑二年半，王平一、梁有光宣判无罪。王平一出狱，又被特务抓去发表了一个反共宣言加入当局。接着宋逢春、曾猛、何智琛也发表反共宣言，投靠当局。而彭道之则病死在看守所。陈彭上诉后，最高法院刑庭1934年7月21日书面审终审宣判：“陈独秀彭述之以文字为叛国之宣传，各处有期徒刑八年，裁判确定前羁押日数，均以二日抵徒刑一日”。陈独秀等上诉结果是由判定15年改为8年，褫夺公权部分全部撤销。最后将陈独秀、彭述之、濮德治、罗世璠押送到南京老虎桥监狱执行徒刑。
1935年1月，托洛茨基派代表格拉斯（中文名李福仁）来上海活动了一年多。召开代表会议。史朝生等人把“中国共产党左派反对派”改名为“中国共产主义同盟”。
抗战爆发后，根据“西安事变”中应允的“释放全部政治犯”，1937年8月23日陈独秀、彭述之、濮德治、罗世璠、郑超麟、王文元等两次被捕的托派都保释出狱。
1942年，中国共产主义同盟分裂成以彭述之为首的多数派“新斗争派”和以王凡西（王文元）、郑超麟为首的少数派“国际主义派”。
1947年，中国共产主义同盟成立台湾支部，成员共9人。1948年上半年，台湾支部三名主要成员遭台湾国民党当局逮捕，被判处徒刑。
1948年9月，以彭述之为首的中国共产主义同盟多数派将其组织改组为中国革命共产党，产生了以彭述之为书记的中央机构，党员350人，不久彭述之等人避居香港，该党机关也随之迁移。1949年4月，中国共产主义同盟少数派也将其组织改组为中国国际主义工人党，选举王凡西为书记，郑超麟等为中央委员，党员100余人，不久该党也将机关迁往香港。